# Hayward (Missouri)
Hayward – jednostka osadnicza w Stanach Zjednoczonych, w stanie Missouri, w hrabstwie Pemiscot.